# (1855) Korolev
(1855) Korolev (1969 TU1; 1961 JD; 1964 DD) ist ein Asteroid des Hauptgürtelasteroides, der am 8. Oktober 1969 von Ljudmila Iwanowna Tschernych im Krim-Observatorium entdeckt wurde. Er ist nach dem sowjetischen Raketenkonstrukteur Sergei Pawlowitsch Koroljow benannt.